# Rockfish (Karolina Północna)
Rockfish – jednostka osadnicza w Stanach Zjednoczonych, w stanie Karolina Północna, w hrabstwie Hoke.